# Roderick Esquivel
Roderick Esquivel (* 1927 oder 1928 in Chiriquí; † 28. Oktober 2010 in Panama-Stadt) war ein panamaischer Politiker.
Esquivel war ein promovierter, in Chicago graduierter Gynäkologe und Universitätsprofessor. Mit seiner Frau Jean hatte er vier Kinder. Im Laufe seiner politischen Karriere war er zunächst Minister für Arbeit, Soziales und öffentliche Gesundheit in der Regierung von Marco Robles. Ab 1984 war er in der Regierungszeit von Nicolás Ardito Barletta und Eric Delvalle Vizepräsident Panamas, nachdem er bereits 1968 für diese Position kandidiert hatte. Dieses Amt hatte er bis zur Amtsenthebung Manuel Noriegas inne. Zudem war er Präsident der Partido Liberal und Vizepräsident der Organisation Liberal Internacional. Er starb am 28. Oktober 2010 im Alter von 82 Jahren in der clínica Paitilla in Panama-Stadt.